# Szent Javelin
| Szent Javelin                             | Szent Javelin                             |
| Kattints az alábbi külső linkek egyikére! | Kattints az alábbi külső linkek egyikére! |
| ----------------------------------------- | ----------------------------------------- |
| Nem található szabad kép.(?)              |                                           |
| külső link · jogvédett                    |                                           |

Szent Javelin internetes mémcsalád, amelyben  a szentek a 2022-es orosz ukrajnai invázió során használt modern fegyvereket viselnek, különösen a névadó páncéltörő fegyvert, a Javelint. A mémet Christian Borys találta fel az orosz invázió során, és világszerte ismertté vált, majd számos más mém ihletője lett. Termékek értékesítésére is használják, amelynek bevételétét ukrajnai humanitárius szervezeteknek juttatják.

## Háttere
A mémet Christian Borys kanadai-ukrán újságíró tervezte. Eredetileg csak olyan matricákra szánták, amelyek eladásait ukrán segélyszervezeteknek ajánlották fel. A mém ezután elterjedt az interneten Ukrajna orosz megszállókkal szembeni ellenállásának szimbólumaként. Borys Torontóban dolgozik, de az orosz-ukrán háború 2014-es kezdetekor szabadúszó riporterként tudósított Ukrajnából különböző országok számára. Mély benyomást tett rá az özvegyek és árvák sorsa a kelet-ukrajnai háború során.

## Leírása
A mém egy stilizált Madonnát ábrázol, aki kezében rakétavetőt tart. Egyes források a hagyományos ortodox ikon stílusú ábrázolást tévesen Mária Magdolnának vagy Kijevi Olgának tartják. Míg a művészetben a Madonna többnyire egy kis Jézust tart a karjában, addig a mémben ezt egy rakétavető váltotta fel. A hagyományos Mária-kép páncéltörő fegyverrel való szembeállítása a mém mögött meghúzódó humor alapja. Számos hasonló illusztrációt készítettek már így, amelyeken madonnák vagy hasonló alakok modern tárgyakat, például tornacipőt tartanak.
Az ábrázolt fegyver az USA-ban gyártott FGM-148 Javelin. Ezt a páncéltörő fegyvert az ukrán hadsereg nagy számban használja az orosz-ukrán háború idején az orosz páncélozott járművek ellen. A Madonna ruházata sötétzöld színű, mint az ukrán hadsereg katonáinak egyenruhája alapján. Az első változatokban a Madonna feje körüli fénykor vörös volt, de utóbb az ukrán nemzeti színekre, sárga és kékre változtatták.
A mémet Jevhen Salasov lvivi grafikus tervezte, akit  Chris Shaw amerikai művész festménye, a kalasnyikovos Madonna ihletett. A mém sikere meglepte Shaw-t, és noha munkájának módosítása az engedélye nélkül történt, az eredményt pozitívnak tartotta, mivel azt humanitárius célokra használják fel.

## Kritikák

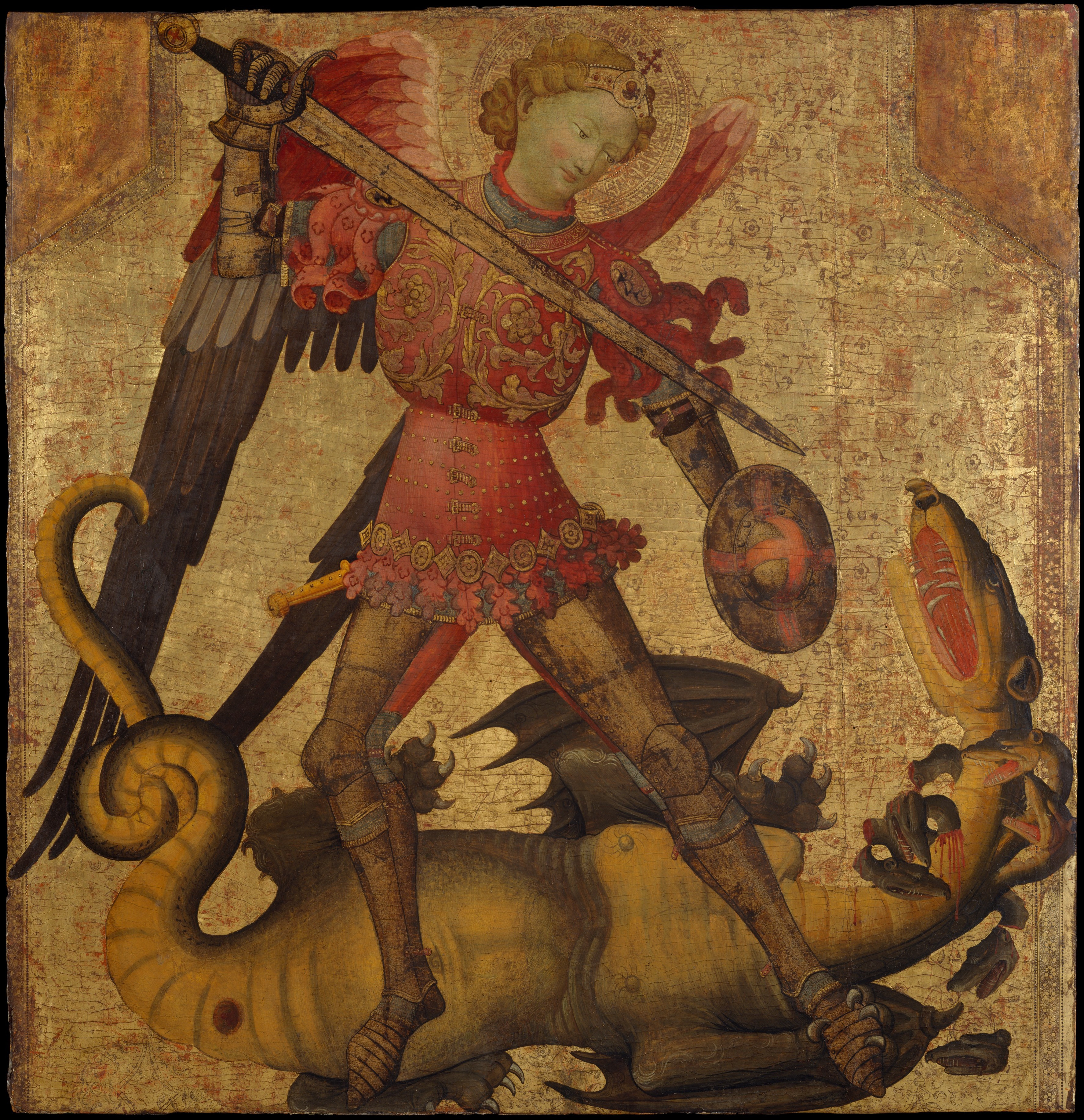
Mihály arkangyal karddal

Az Egyházak Világtanácsa a modern hadifegyverrel ábrázolt Madonna-szerű szentképet istenkáromlásnak tartja. A vita különösen kiújult egy kijevi emeletes falon elhelyezett nagy méretű festmény kapcsán. Ezt követően a kék glóriát és a két aranyszínű háromágú szigonyt átfestették, ami arra késztette a festményt készítő Kailas-V művészcsoportot, hogy kritizálja Vitalij Klicsko kijevi polgármestert, szerintük ugyanis az átfestés az ő utasítására történt. Christian Borys azzal érvelt a kritikákkal szemben, hogy az ikonokon gyakran található fegyver, például Mihály arkangyalt általában karddal ábrázolják.  A múlthoz hasonlóan, amikor az ikonokat háborúk idején erkölcsi támaszként használták, a mém különlegesen fontos az ukrán lakosság számára az orosz invázió idején.

## Kampány
Christian Borys kezdetben a Help us Help nevű ukrán segélyszervezettel dolgozott, és a Szent Javelin-matricák eladásából származó teljes bevételt nekik adományozta a háború által érintett gyermekek és árvák megsegítésére. 2022 márciusában Borys bejelentette, hogy mostantól teljes munkaidőben a Szent Javelin márkával foglalkozik, és személyzetet is felvesz, hogy segítsen a háború utáni újjáépítésben. Eddig az időpontig Borys már több mint egymillió amerikai dollár bevételt szerzett; naponta több mint ezer megrendelés érkezett. Bizonyos termékek bevételét meghatározott célzott támogatásra fordítják: például a "Szivárvány-gyűjtemény" teljes bevételét az LMBTQ-emberek jogaiért küzdő szervezeteknek ajánlják fel.
A Szent Javelin nagy népszerűsége miatt a termékpalettát jelentősen kibővítették. További "szentek" is megjelentek, akiknek neve többnyire modern hadi fegyverekre utal, mint például a Szent HIMARS. Olyan cikkeket is árulnak, amelyek a háború különleges pillanatait ábrázolják. Ide tartozik a Kígyó-szigeten tartózkodó ukrán legénység rádióüzenete a két orosz hadihajónak válaszul a megadási ajánlatukra, de a NAFO-nak az orosz propaganda elleni internetes tevékenysége is. 
Egyes vélemények szerint több Ukrajnából érkező embert kellene bevonni a Szent Javelin-termékek gyártásába, hogy állást biztosítsanak számukra.

## Fordítás
- Ez a szócikk részben vagy egészben  a   Sankt Javelin című német Wikipédia-szócikk ezen változatának fordításán alapul.  Az eredeti cikk szerkesztőit annak laptörténete sorolja fel. Ez a jelzés csupán a megfogalmazás eredetét és a szerzői jogokat jelzi, nem szolgál a cikkben szereplő információk forrásmegjelöléseként.